# I Sing By My Soul
Singles de Faylan
Mind as Judgment
(2009) Errand
(2010)
I Sing By My Soul est le 4e single de Faylan sorti sous le label Lantis le 11 novembre 2009 au Japon. Il atteint la 81e place à l'Oricon. Il se vend à 919 exemplaires la première semaine et reste classé pendant 2 semaines, pour un total de 1 202 exemplaires vendus.
I Sing By My Soul se trouve sur l'album Polaris.

## Liste des titres
Les paroles ont été écrites par yozuca*, et 渡邉美佳 pour la 2e chanson.
| 1. | I Sing By My Soul                           | Noriyasu Agematsu (Elements Garden) | 4:41 |
| 2. | All I Can Do is Singing for You             | Daisuke Kikuta (Elements Garden)    | 5:41 |
| 3. | I Sing By My Soul (off vocal)               | Noriyasu Agematsu (Elements Garden) | 4:41 |
| 4. | All I Can Do is Singing for You (off vocal) | Daisuke Kikuta (Elements Garden)    | 5:37 |